# Liste de personnalités liées à Fontenay-aux-Roses
Liste de personnalités étant nées ou ayant vécu à Fontenay-aux-Roses (Hauts-de-Seine).

## Personnalités

### Nés à Fontenay-aux-Roses
- Florestine de Monaco (1833-1897), princesse monégasque.
- Pierre Bonnard (1867-1947), peintre, né à l'angle des rues d'Estienne d'Orves et André Neyts, près du Collège des Ormeaux.
- Jacques Deprat (1880-1935), géologue.
- Maurice Toussaint (1882-1974), peintre, dessinateur et illustrateur.
- Georges Philippar (1883-1959), armateur.
- Albert Petit (1897-1963), homme politique, maire de Bagneux.
- Hélène Solomon-Langevin (1909-1995), femme politique et fille de Paul Langevin.
- Marianne Mahn-Lot (1913-2005), historienne, spécialiste de la découverte de l'Amérique par les Espagnols.
- Robert Marchand (1915-1942), résistant français, Compagnon de la Libération[1], assassiné par les Allemands le 22 août 1942 à Paris.
- Michel Thompson (1921-2007), peintre.
- Yves Boiret (1926), architecte, membre de l'Académie des beaux-arts.
- Paule Emanuele (1927), comédienne.
- Bernard Aubertin (1934), plasticien.
- Noël Chevrier (1949), pilote de ligne.
- Véronique Pestel (1960), autrice-compositrice-interprète.
- Olivier Boulnois (1961), philosophe et spécialiste de Jean Duns Scot.
- Christophe Offenstein (1962), directeur de photographie.
- Isabelle Giordano (1963), journaliste.
- Danielle Moreau (1963), chroniqueuse de télévision.
- Vincent Dubois (1964), humoriste.
- Claire-Jeanne Jézéquel (1965), sculptrice.
- Dieudonné M'bala M'bala (1966), humoriste.
- Laurent Aïello (1969), pilote de course.
- Richard Marazano (1971), scénariste et dessinateur de bande dessinée.
- Pierre-Yves Noël (1971), humoriste, imitateur, compositeur et chroniqueur de radio.
- Olivier Marceau (1973), triathlète.
- Éric Godeau (1974), historien.
- Frédéric Debomy (1975), scénariste de bande dessinée.
- Nicolas Nadau (1975), joueur de rugby à XV.
- Loup-Denis Elion (1979), acteur et chanteur d'opéra.
- Ian Brossat (1980), homme politique.
- Swann Arlaud (1981), acteur.
- Yannick Bazin (1983), joueur de volley-ball.
- Benoît Sinner (1984), cycliste.
- Aatif Chahechouhe (1986), joueur de football.
- Soultouane Benjadid « Sultan » (1987), rappeur.
- Romain Bonon (1988), joueur de volley-ball.
- Adrien Moerman (1988), joueur de basket-ball.
- Nicolas Bézy (1989), joueur de rugby à XV.
- Ilona Mitrecey (1993), chanteuse.

### Décédés à Fontenay-aux-Roses
- Nicolas-Philippe Ledru (1731-1807), prestidigitateur, illusionniste et physicien.
- François Augustin Regnier de Jarjayes (1745-1822), général.
- Saint-Albin Berville (1788-1868), magistrat et homme de lettres.
- Augustine-Suzanne Brohan (1807-1887), actrice.
- Alexandre Ledru-Rollin (1807-1874), avocat et homme politique.
- Adolphe Chéruel (1809-1891), historien.
- Baron Brisse (1813-1876), journaliste culinaire, gastronome, ami du compositeur Gioachino Rossini.
- Michel-Aloys Ney (1835-1881), général.
- Albert Nikolaïevitch Benois (1852-1936), aquarelliste.
- Rudolf Ernst (1854-1932), peintre.
- Georges Chaudey (1857-1940), homme politique.
- Félix Defontaine (1858-1918), homme politique.
- Julien Benda (1867-1956), critique, philosophe et écrivain.
- Pierre Laprade (1875-1931), peintre.
- Lucien Chiselle (1880-1954), poète et journaliste très actif dans les œuvres sociales du 4e arrondissement de Paris
- Michel Larionov (1881-1964), peintre et décorateur.
- Alexandra Exter (1882-1949), peintre russe.
- Maurice Cahen (1884-1926), germaniste et linguiste.
- Pierre Chevenard (1888-1960), ingénieur et scientifique.
- Alexandre Noll (1890-1970), sculpteur et graveur sur bois.
- Jacques Le Chevallier (1896-1987), verrier, décorateur, illustrateur et graveur.
- Joseph Darnand (1897-1945), homme politique et militaire.
- Fernand François (1900-1991), écrivain.
- Louis Salou (1902-1948), acteur.
- Gaston Rey (1904-1978), acteur.
- Jean Hérold-Paquis (1912-1945), journaliste radiophonique.
- Daniel Thuayre (1924-1980), cycliste.
- Andreï Siniavski (1925-1997), écrivain russe, dissident et survivant du goulag.
- J.J.J. Rigal (1926-1997), graveur et peintre.

### Résidents de Fontenay-aux-Roses
- Paul Scarron (1610-1660), écrivain.
- Madame de Maintenon (1635-1719), noble française, vivait avec son époux Paul Scarron dans une propriété de la commune.
- Guy-Crescent Fagon (1638-1718), médecin et botaniste français, premier médecin de Louis XIV de 1693 à 1715, possédait une propriété dans la commune au niveau de l'actuelle rue Jean-Jaurès.
- Jean-Baptiste Oudry (1686-1755), peintre et graveur, possédait une propriété dans la commune.
- Jean Baptiste Antoine Suard (1732-1817), homme de lettres et journaliste, possédait une propriété dans la commune.
- Thérésa Cabarrus (1773-1835), dite « Madame Tallien », dont la résidence est devenue l'École normale supérieure de Fontenay-aux-Roses.
- Pauline Auzou (1775-1835), peintre.
- Théodore Labrouste (1799-1885), architecte.
- Aristide Boucicaut (1810-1877), fondateur du Bon Marché et bienfaiteur de la commune, a longtemps vécu à Fontenay-aux-Roses où il possédait une importante résidence (connue sous le nom de « château Boucicaut » et rasée en 1954) ; il fut aussi membre du conseil municipal et fut même élu maire en 1871. Cependant, il refusa ce poste, et préféra rester conseiller municipal.
- Félix Pécaut (1828-1898), pédagogue.
- Charles Le Cœur (1830-1906), architecte.
- Joris-Karl Huysmans (1848-1907), habita Fontenay-aux-Roses en juillet 1881, séjour lors duquel il travailla À rebours, dont le héros Des Esseintes habite Fontenay-aux-Roses.
- Louis-Joseph-Raphaël Collin (1850-1916), peintre.
- Lionel Royer (1852-1926), peintre.
- Alice Dannenberg (1861-1948), peintre originaire de Riga, cofondatrice de l'Académie de la Grande Chaumière à Paris, vécut entre 1930 et 1945 avec Martha Stettler à Fontenay-aux-Roses.
- Ferdinand Lot (1866-1952), historien médiéviste, a longtemps vécu à Fontenay-aux-Roses où il est enterré dans la tombe familiale.
- Martha Stettler (aussi Marthe Stettler) (1870-1945), peintre originaire de Suisse, cofondatrice de l'Académie de la Grande Chaumière à Paris, vécut entre 1930 et 1945 avec Alice Dannenberg à Fontenay-aux-Roses.
- Paul Langevin (1872-1946), physicien, habitait à Fontenay-aux-Roses, avec sa femme, Jeanne Desfosses, et leurs quatre enfants, Jean, André, Madeleine et Hélène.
- Paul Léautaud (1872-1956), écrivain, habitait au 24, rue Guérard.
- Fernand Léger (1881-1955), peintre, habitait au 36, rue du Plessis-Picquet (aujourd'hui rue Boris-Vildé) de 1921 à 1927 ; y recevait notamment l'écrivain et marchand d'art Daniel-Henry Kahnweiler.
- Valery Larbaud (1881-1957), écrivain, a logé au collège Sainte-Barbe-des-Champs.
- René Barthélemy (1889-1954), physicien français, repose au cimetière communal.
- René Letourneur (1898-1990), peintre et sculpteur, inhumé au cimetière.
- Jacques Zwobada (1900-1967), sculpteur.
- André Meynier (1901-1983), géographe.
- Edmond Rigal (1902-1996), graveur et peintre, meilleur ouvrier de France 1927.
- J.J.J. Rigal (1926-1997), graveur et peintre (fils d'Edmond Rigal).
- Boris Vildé (1908-1942), résistant, fusillé au Mont-Valérien.
- Marie Raymond (1908-1989), peintre, mère d'Yves Klein, avec qui elle a vécu à Fontenay-aux-Roses en 1931.
- Ernest Jouhy (1913-1988), résistant, humaniste et pédagogue, dirigeait avec sa femme un institut médico-pédagogique dans la commune.
- Albert Vidalie (1913-1971), écrivain, scénariste et parolier.
- Laure Diebold (1915-1965), résistante.
- Stéphane Hessel (1917-2013), diplomate et militant politique.
- Shozo Awazu (1923-2016), judoka, 9e dan, un des fondateurs du Judo en France.
- Catherine Valogne (1924) dite Catherine val, peintre et sculptrice.
- Pierre Descargues (1925-2012), journaliste, critique d'art, photographe et écrivain.
- Georges Besse (1927-1986), chef d'entreprises nationales.
- Philippe Scrive (1927), sculpteur.
- Yves Klein (1928-1962), peintre.
- Pierre Perret (1934), auteur-compositeur-interprète.
- Gianfredo Camesi (1940), peintre.
- Catherine Bréchignac (1946), physicienne.
- Valérie Hannin (1957), historienne.
- Jean-Marc Laurent (1965), présentateur radio et journaliste.
- Yovan Markovitch (1966), violoncelliste, membre du Quatuor Ysaÿe.
- Judith Bernard (1972), chroniqueuse, comédienne et metteuse en scène.
- Vanessa Guedj (1976), actrice.
- Bruno Sroka (1976), kitesurfeur professionnel.
- Caterina Zandonella (1981), dite Cat Zazà, illustratrice.
- Alice Zeniter (1986), romancière, traductrice, scénariste, dramaturge et metteuse en scène, vécut à Fontenay-aux-Roses entre 2003 et 2004.